# Somme-Kaserne
Die Somme-Kaserne im Augsburger Stadtteil Kriegshaber wurde in den Jahren 1934 und 1935 von der Wehrmacht errichtet und beherbergte das Artillerie-Regiment 27. Der Name wurde von der Lage an der Sommestraße abgeleitet, die wiederum nach der Schlacht an der Somme im Ersten Weltkrieg benannt wurde.
Da die Kaserne im Zweiten Weltkrieg weitgehend unbeschädigt blieb, wurden hier in den ersten Monaten nach Kriegsende 2643 ukrainische Displaced Persons untergebracht. Am 15. Juli 1946 übernahm die  US-Garnison Augsburg die Kaserne offiziell, nutzte sie zunächst aber vor allem als Unterkunft, weniger für militärische Zwecke. Zusammen mit der Arras- und der Panzerjäger-Kaserne wurde sie in den Komplex der amerikanischen Reese-Kaserne integriert.
Das ehemalige Offizierskasino der Somme-Kaserne wird heute als Kulturhaus Abraxas für kulturelle Veranstaltungen genutzt, weitere Gebäude sind Teil des „Kulturparks West“.